# Гранос, Сондре
Сондре Милиан Гранос (норв. Sondre Milian Granaas; родился 30 августа 2006) — норвежский футболист, полузащитник клуба «Молде».

## Клубная карьера
Футбольную карьеру начал в юношеской команде «Стоппен». В 2020 году присоединился к футбольной академии клуба «Мьёндален». В августе 2022 года подписал с клубом профессиональный контракт. 10 апреля 2023 года дебютировал в основном составе «Мьёндален» в матче ОБОС-лиги против клуба «Осане».
В январе 2024 года перешёл в «Молде», подписав трёхлетний контракт. 10 апреля 2024 дебютировал в основном составе «Молде» в матче Кубок Норвегии против клуба «Эйде ог Омегн», отметившись в нём забитым мячом. 11 мая 2024 года дебютировал в Элитсерии в матче против «Русенборга».

## Карьера в сборной
Выступал за сборные Норвегии до 16, до 17, до 18 и до 19 лет.

## Личная жизнь
Отец Ларс был профессиональным футболистом и играл за клуб «Мьёндален». Младший брат Эйрик Гранос также является профессиональным футболистом.